# Костел Серця Ісуса (Бене)
Костел Серця Ісуса — пам'ятка архітектури національного значення. Розташовується у селі Бене Берегівського району Закарпатської області. Споруда знаходиться у задовільному стані. Охоронний номер пам'ятки — 1110.

## Історія

### Будівля у 14-19 столітті
Перша письмова згадка про існування культової споруди, яка розташовувалась по правому березі річки Боржави, відноситься до 1333 року. Є відомості щодо сплати священиком Келеменом із села Бене трьох грошових десятин. Це згадується у відповідному записі у реєстрі папської десятини. Існує припущення, що мова йшла про іншу будівлю, яка була попередницею сучасного костелу. Будівля була зведена у кінці 14 століття. Згідно інших джерел, храм у романському стилі був побудований в селі у 15 столітті. В одній із монографій 1547 року згадується про парафіяльного священика з села Бене, якого звали Антала. У 1567 році церковна будівля була пошкоджена через напад татар. У 1593 році католицький храм став реформатським. Нових руйнувань будівля зазнала у 1656–1657 роках. У 1670-х роках храм почав відновлюватись, а у 1782 році костел був знову знищений.
Археолог Флоріш Ромер, художник та дослідник Ференц Шульц та вчений Імре Генсльманн досліджували стан церковної будівлі 23 вересня 1864 року. В дослідженнях Імре Генсльманна, які були описані у 1865 році, зустрічається інформація про наявність фресок у церковній будівлі. Флоріш Ромер зробив детальний опис фресок у 1874 році.Розпис також згадується в звіті, який був зроблений істориком та етнографом Тиводаром Легоцьким. Звіт датується 20 жовтня 1876 роком. В ньому повідомляється, що під вапняним шаром на північній стороні церкви розміщуються фрески, з північної сторони тріумфальної арки можна побачити їх часткове зображення. В звіті міститься інформація про наявність у минулому настінних розписів у церкві.
Міністерство з питань релігії та загальної освіти подало звернення, яке було адресоване Тимчасовому комітету охорони пам'яток старовини та культури з метою виявити важливість та значимість культової будівлі. Ця подія відбулась в результаті подачі заяви для отримання допомоги, яку оформила реформатська громада. Допомога була потрібна для реставрації храму.
В фінансуванні було відмовлено через давній вік церкви та її грубе стилістичне оформлення. У 1886 році була здійснена класифікація пам'яток архітектури Угорщини. Імре Генсельманн, який здійснював цей проект, відніс реформатську церкву у Бене до пам'яток 3 класу.

### Костел Серця Ісуса у 20-21 столітті
6 вересня 1905 року священик на ім'я Пітер Кіш попросив у Національного комітету охорони пам'яток та старовини і культури підтримати реставрацію церкви. Він зазначив, що проведення богослужінь у ній є небезпечним через аварійний стан будівлі. Реставрації потребували дзвіниця, стеля, покриття. Заступник архітектора Отто Стегло представив звіт з цього питання 24 лютого 1906 року. До звіту був прикладений малюнок та декілька фотознімків. В документах Отто Стегло зазначалось, що церква має горизонтальну дерев'яну стелю, датовану 15 століття. Стеля почала руйнуватись, гнити, в трьох місцях підпиралась балками, які зігнулись. На північній стіні нави була тріщина. В звіті зазначалось, що покрівля та кроква потребують негайного відновлення. Був згаданий план інженера-механіка Йожефа Пума і розмір бюджету на 2247 крон. Зведення нижчої покрівлі могло призвести до втрати пам'яткою цінних архітектурних деталей. Він прагнув відновити форму даху, яка тоді існувала, використовуючи при цьому дерев'яні елементи. 25 квітня 1906 року звіт був обговорений на засіданні. Зауваження Отто Стегло щодо відновлення форми даху були прийняті. Проте фінансування на реалізацію цього проекту Комітет не надав.
Реконструкція у 1906 році все ж була проведена. Крівлю замінили, частково демонтували середньовічні елементи. В 1934 році інтер'єр церкви був змінений. В цей період було знищено оздоблення, яке датувалось 18 століттям. Відбулось оновлення споруди, внаслідок якого церква втратила первісні форми місцевої готики, в яких була побудована. Для покриття даха та вежі стала використовуватись бляха. Реконструкції 19 століття ускладнили дослідження деталей побудови та часу їх виникнення. У 1999 році Угорщиною була надана допомога для реставрації церковної споруди. Керівник реставраційних робіт ухвалив рішення про відтворення колишньої архітектурної форми  — побудови шпиля з чотирма фіалами, балюстрадою та галереєю. Покрівля даху, виготовлена з бляхи, була замінена гонтом. В результаті даху церкви повернули оригінальну форму, яка була в період середньовіччя. Почалось зведення шпилю в готичному стилі. У 2001–2004 році відбулось оновлення церкви, автором проекту став архітектор Роберт Фюльопп. Реставрація була необхідна через паводки, які спричиняли руйнівні дії. Роботи були підтримані угорською владою. Після реставрації церква була оштукатурена. Підлогу замінили, а оздоблення відновили. Під час цієї реставрації не було здійснене детальне дослідження стін. Сучасна назва діючої споруди  — парафіяльний костел Серця Ісуса. Костел зберіг основні риси та об'єм у 21 столітті. Наразі храм відновлений.

## Архітектура
Церковна будівля більша за середні розміри споруд, які будувались за часів Середньовіччя. Вона розташовується на східному краю села. Побудована у готичному стилі із цегли та бутового каменю. Цоколі, карнизи, тріумфальна арка і обрамлення отворів були створені цілісно з використанням різьблених кам'яних елементів. Риси побудови свідчать про її використання як оборонної споруди. Це підтверджується масивною вежею та вікнами, схожими на бійниці. На більшості стін храму присутні невеликі стрілчаті вікна, а на північній стіні вікон взагалі не має. Базиліка однонавна, її будівлю підсилюють контрфорси.
В 1593 році відбулась перебудова церкви через перехід жителів Бене до реформатської віри, що призвело до архітектурних змін костелу. У 1657 році були знищені шпиль башти та хрестові склепіння, побудовані у готичному стилі. В 1670-х роках відбулась реконструкція храму, яка була необхідною після його зруйнування. Ця реконструкція дозволила поєднати елементи готики, романського стилю та бароко. Реконструкція 19 століття спричинила зміни в архітектурі вежі. До реконструкції вона мала вигляд готичного шпилю, після реконструкції з'явились характерні риси бароко з декоративним ліхтарем по центру.
Апсида церкви розвернута престолом до сходу. Її внутрішня ширина складає 6 метрів. Завершується апсида трьома гранями восьмерика. Нава має прямокутну форму. Її внутрішні розміри складають 8,05 метрів х 16,30 метрів. Окрім нави, до апсиди примикає дзвіниця, яка налічує три яруси. Зміцнення структури дзвіниці відбувається за рахунок контрфорсів. Стіни дзвіниці на першому поверсі мають товщину близько 120 сантиметрів. Стіни інших елементів — тріумфальної арки, апсиди та нави, менш ширші, їх розмір становить 100 сантиметрів. Товщина західної сторони нави приблизно рівна 150 сантиметрів. Біля північної стіни присутні залишки фундаменту ризниці, яка була знесена після того, як церква стала реформатською. З зовнішньої сторони церква підпирається контрфорсами. Діагональні опори знаходяться в точках зламу стін апсиди. Діагональні контрфорси підтримують західні роги дзвіниці і нави. Поздовжні стіни нави не мають опор.
На західному боці дзвіниці розташовуються нижні вікна, які мають пряме закінчення. Така ж особливість властива вікну на східному боці та нижньому прорізі на південному боці. Для них характерні не широкі отвори та різні розміри. На найвищому ярусі дзвіниці, вікна, що розташовуються на заході та півдні, є стрілчастими. Елементами північного циркульного вікна є чотири півкола. На боках апсиди, що розташовуються зі сходу та заходу, знаходяться вікна, які мають стрілчасте закінчення. З південного боку нави також знаходяться стрілчасті вікна. У 1906 році відбувся частковий демонтаж віконних конструкцій, які були виготовлені з каменю. На елементи обрамлення був нанесений шар штукатурки. Стрілчасте завершення характерне для південного та західного середньовічних порталів. В Угорщині такі елементи були типовими при будівництві в 14 столітті. Притвір костелу має невеликі розміри і є середньовічним елементом в структурі будівлі. Він має стрілчасте закінчення, яке подібно до тих форм, що зустрічаються в оформленні порталів та вікон. Багато елементів споруди зведені у простих готичних формах. До цього переліку можна віднести головний карниз нави, верхній карниз дзвіниці, апсиди. Початком тріумфальної арки слугує призма. Є ймовірність, що вона датується 14 століттям. Існують припущення щодо того, що дзвіниця на західному фасаді була зведена не в один період часу разом з іншими елементами будівлі. Цоколь дзвіниці відрізняється від інших архітектурних елементів. Три вікна, які мають прорізи, що по формі нагадують півкола, тільки підтверджують ці припущення. Дзвіниця могла бути добудована навіть через декілька десятиліть після побудови основного приміщення. Одне з південних вікон дзвіниці містить датування 1458 роком, хоча спеціалісти не вважають, що це може мати вплив на виявлення дати будівництва споруди. Отвори та обрамлення, які містяться на будівлі, дають можливість вважати датою будівництва споруди другу половину 14 століття.
Вікна, які розташовуються у дзвіниці, раніше могли бути розташовані у фронтоні. Структура церкви, архітектурні елементи та розміри деталей дозволяють говорити по схожість реформатської церкви у селі Бене з церквою у Мужієво, Марокпапі, Вамошаті, які були створені у кінці 13 — на початку 14 століття. Є ряд споріднених рис з церквами, побудова яких датується більш пізнім періодом — культовими спорудами у Хусті, Великих Берегах, Четові, Дюлі, Кішсекереші. Остаточно підтвердити дату виникнення церкви можна лише шляхом археологічних досліджень.